# Équipe du Japon de futsal
Cet article traite de l'équipe de futsal. Pour l'équipe de football, voir Équipe du Japon de football.
Maillots
L'équipe du Japon de futsal (フットサルにほんだいひょう, futtosaru nihon daihyō) est sous l'égide de la Fédération japonaise de football. Le Japon est la deuxième nation la plus titrée d'Asie après l'Iran.

## Performances aux tournois principaux

### Coupe du monde de futsal FIFA
| Année  | Résultat           | J             | V             | N             | D             | BP            | BC            |
| ------ | ------------------ | ------------- | ------------- | ------------- | ------------- | ------------- | ------------- |
| 1989   | Premier tour       | 3             | 0             | 0             | 3             | 3             | 11            |
| 1992   | Non qualifiée      | Non qualifiée | Non qualifiée | Non qualifiée | Non qualifiée | Non qualifiée | Non qualifiée |
| 1996   | Non qualifiée      | Non qualifiée | Non qualifiée | Non qualifiée | Non qualifiée | Non qualifiée | Non qualifiée |
| 2000   | Non qualifiée      | Non qualifiée | Non qualifiée | Non qualifiée | Non qualifiée | Non qualifiée | Non qualifiée |
| 2004   | Premier tour       | 3             | 0             | 1             | 2             | 5             | 11            |
| 2008   | Premier tour       | 4             | 2             | 0             | 2             | 13            | 24            |
| 2012   | Huitième de finale | 4             | 1             | 1             | 2             | 13            | 17            |
| 2016   | Non qualifiée      | Non qualifiée | Non qualifiée | Non qualifiée | Non qualifiée | Non qualifiée | Non qualifiée |
| 2021   | Huitième de finale | 4             | 1             | 0             | 3             | 13            | 14            |
| 2024   | Non qualifiée      | Non qualifiée | Non qualifiée | Non qualifiée | Non qualifiée | Non qualifiée | Non qualifiée |
| Totale | 5/9                | 18            | 4             | 2             | 12            | 47            | 77            |

### Championnat d'Asie de futsal
| Année | Résultat        | J  | V  | N | D  | BP  | BC  |
| ----- | --------------- | -- | -- | - | -- | --- | --- |
| 1999  | 4e place        | 5  | 1  | 3 | 1  | 18  | 18  |
| 2000  | 4e place        | 6  | 3  | 0 | 3  | 36  | 26  |
| 2001  | 4e place        | 7  | 2  | 1 | 4  | 25  | 29  |
| 2002  | Finaliste       | 7  | 6  | 0 | 1  | 20  | 10  |
| 2003  | Finaliste       | 6  | 5  | 0 | 1  | 37  | 9   |
| 2004  | Finaliste       | 7  | 6  | 0 | 1  | 49  | 10  |
| 2005  | Finaliste       | 8  | 7  | 0 | 1  | 48  | 9   |
| 2006  | Vainqueur       | 5  | 5  | 0 | 0  | 35  | 8   |
| 2007  | Finaliste       | 6  | 5  | 0 | 1  | 41  | 12  |
| 2008  | 3e place        | 6  | 5  | 0 | 1  | 25  | 9   |
| 2010  | 3e place        | 6  | 5  | 0 | 1  | 26  | 10  |
| 2012  | Vainqueur       | 6  | 6  | 0 | 0  | 25  | 5   |
| 2014  | Vainqueur       | 6  | 4  | 1 | 1  | 28  | 7   |
| 2016  | Quart-de-finale | 5  | 3  | 1 | 1  | 21  | 12  |
| 2018  | Finaliste       | 6  | 5  | 0 | 1  | 18  | 10  |
| 2022  | Vainqueur       | 6  | 5  | 0 | 1  | 17  | 7   |
| Total | 16/16           | 98 | 73 | 6 | 19 | 469 | 191 |